# Christoph Klein (Theologe)

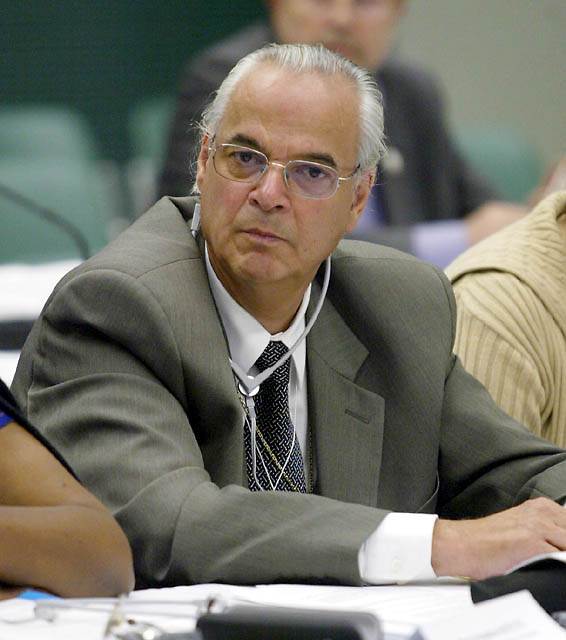
Bischof Christoph Klein

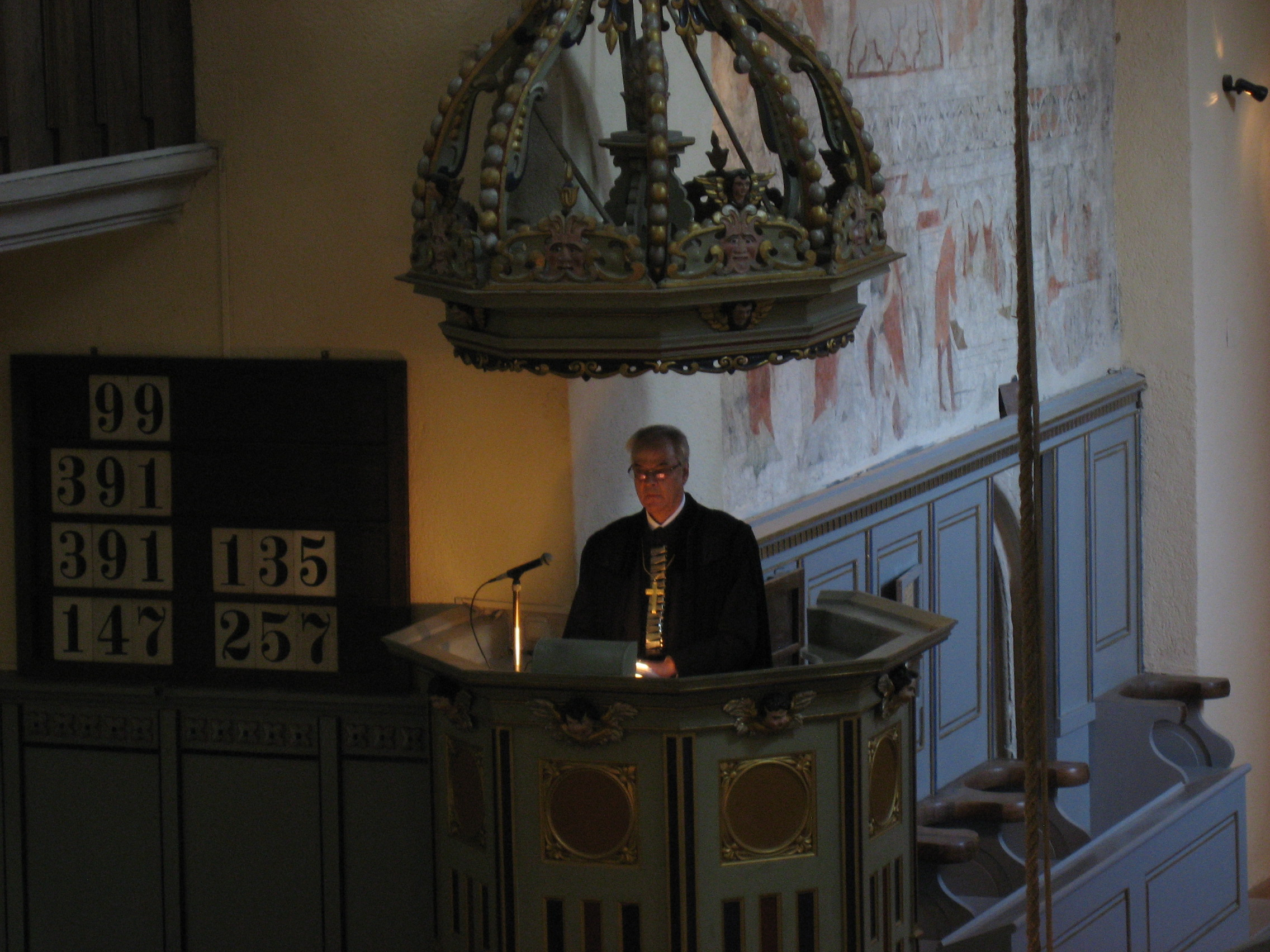
Bischof Klein in Heltau, 2009

Christoph Michael Klein (* 20. November 1937 in Hermannstadt) war bis Oktober 2010 Bischof der Evangelischen Kirche A.B. in Rumänien.

## Biografie
Klein studierte Evangelische Theologie in Klausenburg und Hermannstadt und erwarb den Titel des Doktors der Theologie am Protestantisch-theologischen Institut in Klausenburg (1969). 
Seine erste Gemeindepfarrstelle versah Klein in Katzendorf im Kirchenbezirk Kronstadt. Von 1972 bis 1976 war er Stadtpfarrer von Hermannstadt. 
Von 1976 bis 1990 hatte er den Lehrstuhl für Systematische Theologie an der deutschsprachigen Evangelisch-theologischen Fakultät in Hermannstadt inne, wo er bereits von 1968 bis 1972 als Lektor gewirkt hatte; von 1978 bis 1986 war er Dekan der Fakultät.
1982 wurde Klein zum Bischofsvikar der Evangelischen Kirche A.B. in Rumänien gewählt; 1990 folgte er an der Spitze der Evangelischen Kirche A.B. in Rumänien seinem Vorgänger Bischof Albert Klein. Im selben Jahr erhielt Klein die Ehrendoktorwürde der Universität Wien.
Ab 1994 war er Vizepräsident des Ökumenischen Vereins der Kirchen in Rumänien Aidrom und seit 2004 Mitglied des Rates und Vizepräsident des Lutherischen Weltbundes (Genf).
Am 16. Oktober 2010 wurde Bischof Klein in Hermannstadt feierlich in den Ruhestand verabschiedet. Am 27. November 2010 wurde Reinhart Guib zu seinem Nachfolger gewählt.
Nach dem Tode seiner ersten Ehefrau 1985 heiratete Klein 1993 erneut; er hat drei Kinder aus erster Ehe. Der deutsche Diplomat Felix Klein ist Christoph Kleins Neffe.

## Ehrungen
Im Jahr 2000 wurde Klein zum Ehrenbürger der Stadt Hermannstadt (Sibiu) ernannt.
2000 wurde Bischof Christoph Klein in einem Festakt im Bukarester Cotroceni-Palast mit dem Nationalen Verdienstorden im Rang eines Hohen Offiziers ausgezeichnet.
2008 wurde Bischof Klein im Rahmen eines Festaktes in Birthälm seitens des Vorstandes des Siebenbürgerforums mit der Honterus-Medaille ausgezeichnet.
Im Jahr 2008 wurde ihm im Festsaal des Bischofspalais in Hermannstadt das Große Verdienstkreuz des Verdienstordens der Bundesrepublik Deutschland verliehen.
2009 erhielt Bischof Klein im Rahmen einer Festlichkeit in der St.-Pauls-Kirche in Dinkelsbühl den Ehrenstern der Föderation der Siebenbürger Sachsen.
2010 wurde Klein die Goldene Ehrennadel des Verbandes der Siebenbürgisch-Sächsischen Heimatortsgemeinschaften überreicht.
Im Jahr 2011 wurde ihm der Georg-Dehio-Kulturpreis in Berlin verliehen.
2019 erhielt er den Siebenbürgisch-Sächsischen Kulturpreis.

## Werke
- Die Beichte in der Evangelisch-Sächsischen Kirche Siebenbürgens. Verlag Vandenhoeck und Ruprecht, Göttingen 1980.
- Auf dem anderen Weg. Aufsätze zum Schicksal der Siebenbürger Sachsen als Volk und Kirche. Martin-Luther-Verlag, Erlangen 1986.
- Am Ende das Licht. Geschichte eines Sterbens. Die Geschichte eines Sterbens, Oncken Verlag, Wuppertal/Kassel 1991.
- Die Versöhnung in der Siebenbürgisch-Sächsischen Kirche. Böhlau-Verlag, Köln/Wien 1993.
- Um die elfte Stunde. Predigten. Martin-Luther-Verlag, Erlangen 1993.
- Anvertraute Pfunde. Gustav Adolf Klein und die Hermannstädter allgemeine Sparkassa. Böhlau-Verlag, Köln/Wien 1995.
- Ausschau nach Zukunft. Die Siebenbürgisch-Sächsische Kirche im Wandel. Martin-Luther-Verlag, Erlangen 1998.
- Wenn Rache der Vergebung weicht. Theologische Grundlagen einer Kultur der Versöhnung. Verlag Vandenhoeck und Ruprecht, Göttingen 1999.
- Kontrapunkt Freude. Predigten aus der Evangelischen Kirche A.B. in Rumänien zu besonderen Tagen und Anlässen. Hora-Verlag, Hermannstadt 2000.
- Das grenzüberschreitende Gebet. Zugänge zum Beten in unserer Zeit. Verlag Vandenhoeck und Ruprecht, Göttingen 2004.
- Kirchen der Stadt – Stadt der Kirchen * Sibiu, Hermannstadt, Nagyszeben. Hora-Verlag, Hermannstadt 2007.
- An den Toren zur Welt, Geistliche Reden in der Begegnung mit der siebenbürgischen Kulturgesellschaft. Schiller Verlag, Hermannstadt/Bonn 2012.
- Über Bitten und Verstehen, Zwanzig Jahre im Bischofsamt der Evangelischen Kirche Augsburgischen Bekenntnisses in Rumänien 1990–2010. Schiller Verlag, Hermannstadt/Bonn 2013.